# Saint-Agathon
Saint-Agathon è un comune francese di 2 144 abitanti situato nel dipartimento delle Côtes-d'Armor nella regione della Bretagna.

## Società

### Evoluzione demografica
Abitanti censiti